# Distretto di Ambatofinandrahana
Il distretto di Ambatofinandrahana è un distretto del Madagascar situato nella regione di Amoron'i Mania. Ha per capoluogo la città di Ambatofinandrahana.
La popolazione del distretto è di 147 312 abitanti (dato censimento 2011).